# Negima
Negima: Magister Negi Magi (魔法先生ネギま!?, Mahō sensei Negima!, lett. "Il maestro mago Negima!") è un manga shōnen scritto e disegnato da Ken Akamatsu, pubblicato dalla casa editrice Kōdansha sul Weekly Shōnen Magazine dal 26 febbraio 2003 al 14 marzo 2012. Dalla serie è stata tratta una serie televisiva anime di 26 episodi, prodotta dallo studio Xebec. Negima è anche il nome di un videogioco distribuito dalla Konami basato sulla serie stessa il 20 gennaio 2005.
Magister Negi Magi è stato pubblicato in Italia in un primo tempo dalla Play Media Company sulla rivista-contenitore Yatta! al ritmo di 1 o 2 capitoli al mese, al contrario dell'uscita settimanale di ogni capitolo in Giappone. Da fine marzo 2007 la Play Media Company ha cominciato a raccogliere la serie in volumi mensili, ma ha bruscamente interrotto la pubblicazione della serie dopo l'uscita dell'undicesimo volume, datato marzo 2008. Successivamente la serie è stata acquisita da Star Comics, che l'ha pubblicata integralmente da aprile 2010 a maggio 2014. La serie è anche pubblicata da DelRey prima e Kōdansha poi negli USA e dalla Pika Édition in Francia.
Dalla serie è stato creato uno spin-off intitolato Negima!? Neo e pubblicato nel Comic Bom Bom da novembre 2006 a novembre 2007 ed a partire da gennaio 2008 sul Magazine Special, sempre a cura della Kōdansha. Ne è anche stato realizzato un anime, andato in onda in Giappone dal 4 ottobre 2006 al 28 marzo 2007. Il 27 agosto 2011 è uscito nei cinema del Giappone il lungometraggio intitolato Negima! Magister Negi Magi: Anime Final.
Dal 28 agosto 2013 al 9 febbraio 2022 è stato pubblicato il sequel/spin-off, UQ Holder!, ambientato 80 anni dopo i fatti di Negima.

## Trama
Un giovane apprendista mago di 10 anni, Negi Springfield, originario del Galles, a conclusione del suo primo ciclo di studi, è inviato a compiere il suo apprendistato in Giappone col ruolo di insegnante d'inglese all'Istituto Femminile Mahora. La classe di scuola media che gli viene assegnata, anche se inizialmente solo in maniera provvisoria, è la 2°A, composta da trentuno ragazze.
Per quanto debba mantenere il segreto sul fatto di essere un mago, Negi viene immediatamente scoperto da una delle sue alunne, Asuna Kagurazaka. La ragazza inizialmente considera antipatico Negi, a causa della sua particolare abilità di metterla spesso in imbarazzo davanti alla sua classe o davanti al precedente professore, Takamichi T. Takahata, del quale la ragazza è innamorata.
La 2°A vede Negi inizialmente solo come un ragazzino carino con cui divertirsi piuttosto che come il loro professore o mentore e sarà quindi lui a doversi guadagnare il rispetto delle sue alunne nel corso del tempo.
Come in Love Hina, il fanservice è un aspetto comune del manga, la premessa del quale è in generale l'incantesimo di Negi "Flans Exarmatio", il quale, andando spesso fuori controllo, ha come effetto quello di polverizzare gli abiti delle ragazze a lui più vicine. Sono presenti anche molti doppi sensi linguistici difficilmente traducibili giacché il senso reso è spesso più "pesante" di quanto non sia l'intento originale.

## Personaggi
- Negi Springfield è l'insegnante responsabile della classe media 3°A (precedente 2°A) dell'Istituto Femminile Mahora. Ha 10 anni all'inizio della serie ed è un mago; è alla ricerca di indizi su suo padre Nagi, scomparso anni fa a seguito di una guerra imprecisata tra maghi.
- Sayo Aisaka: 1ª studentessa della classe, è in realtà un fantasma, uno yūrei per la precisione. Uccisa nel 1940 in seguito ad una serie di misteriosi omicidi, è legata al Mahora Gakuen che non può abbandonare, eccetto per le aree limitrofe. Dopo la sua comparsa, "Infesta" la sua compagna di banco Kasumi Asakura e svolge talvolta per lei lavoro di "Intelligence".
- Yūna Akashi: 2ª studentessa della classe, è dotata di particolare propensione per gli sport. È membro del club di Basket ed una delle Sport Girl della Classe. Dimostra un grande spirito combattivo nella strenua difesa della World Tree Plaza durante l'invasione dell'esercito marziano di Chao Ling Shen. È molto attaccata al padre, professore al Mahora.
- Kazumi Asakura: 3ª studentessa della classe, fa parte del club di giornalismo. È il 'Paparazzo' della scuola ed una delle prime a scoprire l'identità di Negi. Associatasi a Chao Ling Shen per avere uno scoop sui suoi piani, passa poi dalla parte di Negi per poter condurre lo show finale durante il terzo giorno del Festival del Mahora Gakuen. È la 8° partner di Negi.
- Yue Ayase: 4ª studentessa della classe, nonché grande amica di Nodoka, Konoka e Haruna. È la 5° Partner di Negi (Black Sorceress) e membro di vari club di filosofia e letteratura. Estremamente intelligente ma poco amante dello studio, è una delle Baka Ranger (Black) e ne è il leader.
- Ako Izumi: 5ª studentessa della classe, ama gli sport la musica pop. Ha una misteriosa cicatrice sulla schiena ed è l'assistente sanitaria della classe. È membro del club di calcio ed è una delle sport girl.
- Akira Ōkōchi: 6ª studentessa della classe, fa parte del club di nuoto. Di lei non si sa altro. È una delle sport girl della classe.
- Misa Kakizaki: 7ª studentessa della classe, è la leader delle cheerleader della classe e fa parte del club di canto.
- Asuna Kagurazaka: 8ª studentessa della classe, è una delle protagoniste della serie. La sua reale identità e sconosciuta ma si suppone sia una principessa del regno magico. È affetta da Eterocromia iridium ed ha una speciale immunità alla magia. È la 1° Partner di Negi.
- Misora Kasuga: 9ª studentessa della classe, appartiene ad una famiglia di maghi e la si vede spesso in abito da suora, fa parte del club d'atletica leggera.
- Chachamaru Karakuri: 10ª studentessa della classe, è in realtà un robot. È la ministra magi di Evangeline A.K. McDowell. È anche devotissima a Chao Lin Shen e Satomi Hakase. È uno dei leader dell'armata d'invasione marziana ed in particolare si occupa di Cyber warfare contro Chisame Hasegawa.
- Madoka Kugimiya: 11ª studentessa della classe, fa parte del club delle cheerleader.
- Kū Fei: 12ª studentessa della classe e capitano cinese del club di Kung-fu.
- Konoka Konoe: 13ª studentessa della classe. È la nipote del preside ed è dotata di un grande potenziale magico. È la migliore amica di Asuna e di Setsuna. Originaria di Kyoto, è la figlia del leader dell'Associazione magica del Kansai, nata in seguito al matrimonio politico pacificatore con la figlia del leader dell'associazione magica del Kanto. È la 4° Partner di Negi
- Haruna Saotome: 14ª studentessa della classe. Ha una passione insana per i manga ed è la fonte di ogni pettegolezzo della scuola. È la 6° Partner di Negi.
- Setsuna Sakurazaki: 15ª studentessa della classe, è in realtà una mezzo-sangue (in parte umana e in parte membro della tribù degli uccelli) e segue da sempre Konoka, alla quale è legata da una profonda devozione. È la 3° Partner di Negi.
- Makie Sasaki: 16ª studentessa della classe, fa parte del club di ginnastica ritmica.
- Sakurako Shiina: 17ª studentessa della classe, e membro del trio delle cheerleader della classe, fa parte del cub di lacrosse.
- Mana Tatsumiya: 18ª studentessa della classe è una miko particolarmente misteriosa e dall'oscuro passato. È anche lei una ministra magi, ma il suo master è stato ucciso. Si schiera con l'esercito d'invasione marziano di Chao Lin Shen, operando come cecchino.
- Chao Lingshen: 19ª studentessa della classe e vero e proprio genio dell'Istituto Mahora. Fa parte di diversi club, alcuni dei quali persino universitari, ed è la sponsor principale del Torneo di Arti Marziali dell'accademia. È la leader dell'esercito d'invasione marziano, una discendente di Negi ed una viaggiatrice nel tempo. Sarà sconfitta da Negi solo dopo uno strenuo combattimento.
- Kaede Nagase: 20ª studentessa della classe e kunoichi del clan Koga.
- Chizuru Naba: 21ª studentessa della classe dal carattere calmo e materno. Fra tutte le ragazza della 3ª A è probabilmente la più matura. È anche la 1° per le dimensioni del Seno e fedelissima amica di Ayaka Yukihiro.
- Fuuka Narutaki: 22ª studentessa della classe, è la più irrequieta delle gemelle Narutaki.
- Fumika Narutaki: 23ª studentessa della classe, è la più tranquilla delle gemelle Narutaki.
- Satomi Hakase: 24ª studentessa della classe, è la creatrice di Chachamaru e miglior amica di Chao Lin shen. Genio folle, è una fedelissima di Chao Lin Shen e suo comandante in seconda. Contro le previsioni di Negi & Co, sarà lei ad eseguire e portare a termine l'incantesimo finale anche dopo la sconfitta di Chao Lin Shen.
- Chisame Hasegawa: 25ª studentessa della classe, ha un'insana passione per il cosplay. È la 7° Partner di Negi ed esperta di computer.
- Evangeline A.K. McDowell: 26ª studentessa della classe, è in realtà una vampira,uno Shinso per la precisione, di origine Scozzese nata durante la guerra dei Cent'anni e mutata in non-morto all'età di dieci anni. Sconfitta ed imprigionata dal Thousand Master all'istituto Mahora, è una maga potentissima, specializzata in magia del Ghiaccio, ed è temuta anche dal preside dell'istituto Mahora. Anche priva dei suoi poteri è un avversario potentissimo, come dimostra lo scontro con Setsuna durante il Torneo del Mahora Gakuen. È anche il primo avversario di rilievo di Negi.
- Nodoka Miyazaki: 27ª studentessa della classe è innamorata di Negi ed ha una grande passione per i libri. È la 2° Partner di Negi.
- Natsumi Murakami: 28ª studentessa della classe, fa parte del club di teatro.
- Ayaka Yukihiro: 29ª studentessa della classe, bella, intelligente, capace di farsi rispettare dalla classe, di cui è anche la rappresentante. È innamoratissima di Negi. Ed è una grande amica/nemica di Asuna Kagurazaka.
- Satsuki Yotsuba: 30ª studentessa della classe, è anche la cuoca ufficiale del ristorante Chao Bao Zi. Il suo carattere buono e pacificatore la rende una delle persone più rispettate del Mahora.
- Zazie Rainyday: 31ª studentessa della classe fa parte del misterioso "Nightmare Circus". La sua identità è sconosciuta.

## Manga

### Edizione giapponese

Logo originale della serie

I capitoli di Negima vennero pubblicati per la prima volta dalla casa editrice Kōdansha sul Weekly Shōnen Magazine dal 26 febbraio 2003 al 14 marzo 2012.
I tankōbon di Negima sono provvisti di sovracoperta, composta da:
- Fronte: l'artwork a colori della copertina con il logo del titolo, il cui colore cambia ad ogni volume.
- Retro: illustrazione a colori raffigurante una delle ragazze della 3^A o, in casi sporadici, altri personaggi della serie.
- Costina: particolare di una delle illustrazioni della sovracoperta.
- Seconda di copertina: commento di Ken Akamatsu sul volume ed eventuali news legate al mondo di Negima.

La copertina effettiva del volume è composta da:
- Fronte: immagine della copertina della sovracoperta senza colori (solo contorni), con le note di Ken Akamatsu riguardo alla composizione della versione finale della copertina ed eventuali FAQ o chiarimenti riguardo ai vari aspetti del mondo di Negima.
- Retro: immagine del retro della sovracoperta senza colori (solo contorni), con le note di Ken Akamatsu riguardanti il personaggio raffigurato; spesso queste note tendono ad anticiparne particolarità ancora non emerse dallo svolgere degli eventi, come nel caso di Akashi Yūna.

Alcuni volumi sono stati pubblicati in versione limitata (venduti a prezzo maggiorato anche di 10 volte) contenenti alcuni extra, quali pactio-card e DVD. In particolare le versioni limitate dei volumi 23,24 e 25 hanno una diversa immagine utilizzata nella parte frontale della sovracoperta. Ogni volume è provvisto di extra quali schizzi preparatori dei personaggi e dei fondali, fan art e spiegazioni degli incantesimi.

### Edizione statunitense
Negli Stati Uniti i primi 28 volumi del manga di Negima sono stati pubblicati da Del Rey Manga. I successivi verranno pubblicati dalla divisione nordamericana di Kōdansha.

#### Edizione Del Rey
I volumi sono di dimensioni maggiori rispetto a quelli giapponesi, e la carta è più spessa. La serie è stata pubblicata a cadenza trimestrale e contava, fino al momento del passaggio di licenza, 4 volumi di ritardo rispetto all'edizione giapponese. Contrariamente alla versione giapponese viene utilizzata la stessa colorazione del logo per tutti i volumi. Il logo stesso non ha niente a che vedere, come stile e font, con quello originale. Oltre alle traduzioni di tutti gli extra sono presenti anche tutte le illustrazioni del fronte e del retro dei volumi giapponesi con relative note tradotte, oltre alle note di Ken Akamatsu presenti in seconda di sovracoperta.

##### Controversie
In un primo momento la Del Rey Manga aveva annunciato che sarebbero state effettuate censure grafiche nelle scene particolarmente ricche di fanservice e situazioni ecchi. In seguito però, poco prima della pubblicazione del primo volume, si optò per l'innalzamento della fascia di età (16 anni) e all'incellofalamento dei primi 14 volumi, evitando così la censura delle scene incriminate.
Per lo stesso principio la copertina del volume 16 è stato editato e all'interno del volume è stata inserita una pagina a colori in carta patinata raffigurante l'artwork originale. Anche la copertina del volume 23 è stata editata ma, al contrario del volume 16, non è stata inserito l'artwork originale a colori all'interno del volume.
I primi 5 volumi del manga, tradotti da Douglas Varenas e adattati da Peter David, presentano evidenti modifiche ai dialoghi: i testi di Ken Akamatsu venivano spesso sostituiti con battute o doppi sensi a sfondo erotico, e il più delle volte sono stati trascurati, se non del tutto rimaneggiati, dei particolari rilevanti per lo sviluppo della storia, quali ad esempio le particolari doti fisiche di Asuna Kagurazaka e l'intelligenza del protagonista Negi Springfield. A partire dal sesto volume, complice il cambio di staff, le traduzioni sono più attinenti ai testi originali. Non sarà l'unico cambio di staff nella storia di questa edizione. Sono comunque presenti grossolani errori di trascrizione, assenza di particolari importanti del passato di Asuna Kagurazaka (volume 19), scambi di persona o relazioni di parentela inesistenti (volume 20), e in rari casi anche lievi modifiche al senso di un discorso, come il presunto ambiguo orientamento sessuale di Setsuna Sakurazaki (volume 9). Si fa notare inoltre che la traduzione delle scritte poste al di fuori delle nuvolette e delle onomatopee è nella maggior parte dei casi frutto della libera interpretazione dettata dal contesto.

#### Edizione Kodansha Comics
Per ovviare agli aspetti controversi legati alle traduzioni dell'edizione precedente verranno ripubblicati i primi tre volumi in un'unica confezione.

### Edizione italiana

#### Edizione Play Press
Negima è stato pubblicato in Italia per la prima volta nell'agosto 2004 dalla Play Press, all'interno della rivista-contenitore Yatta! al ritmo di 1 o 2 capitoli al mese.
I primi 11 volumi del manga di Negima, chiamato anche Magister Negi Magi, sono stati pubblicati in Italia a partire dal 31 marzo 2007, a cura della Play Media Manga all'interno della collana Fun2Comix. Il costo era di 4 euro, tranne che per i numeri 3 e 6 che invece costavano 4,50 euro. La prima stampa della versione italiana del manga è delle stesse dimensioni dei volumi giapponesi, ma è sprovvista di sovracoperta. Inoltre il fronte e il retro del volume utilizzano la stessa immagine, quella usata per la copertina frontale. Lo stile e i colori del logo rispettano la versione giapponese per tutti i volumi pubblicati. Sono presenti tutti gli extra così come il contornato della copertina e della pin-up dei volumi giapponesi in bianco e nero, con tanto di note di Ken Akamatsu. Non sono presenti gli extra dei risvolti della sovracoperta dell'edizione giapponese.
La pubblicazione del volume 11, l'ultimo pubblicato dalla Play Press, è datata 29 marzo 2008. Questo volume si differenzia dai precedenti per il mancato adattamento delle onomatopee e delle scritte esterne ai baloon. Questo fatto è evidenziato da un'intervista datata 10 aprile 2008 rilasciata dall'adattatore dell'edizione italiana del manga, Claudio Alviggi. In seguito la casa editrice ha dapprima procrastinato la distribuzione del volume 12 per poi annunciare, nel luglio 2008, l'interruzione definitiva della pubblicazione del manga.
Dall'ottobre 2008 la Play Media Manga ha iniziato la redistribuzione del manga, sotto la collana Manga Classic, per il solo circuito delle edicole. Questi volumi presentano una copertina diversa rispetto alla prima stampa, e il primo volume riporta sulla costina il numero 5: questa numerazione infatti è riferita ai volumi redistribuiti per la collana Manga Classic (che comprende appunto i 4 volumi di Zodiac Detective), e non a quelli dell'opera. Questa redistribuzione è cessata dopo la pubblicazione del numero 4, uscito nel marzo 2009.

#### Cessione dei diritti
Da aprile 2009 Negima, e con esso anche tutti gli altri manga pubblicati in Giappone da Kōdansha, non è più presente nell'elenco delle opere edite da Play Media Manga, sia quelle concluse che quelle interrotte. Ciò, congiuntamente all'interruzione della redistribuzione del manga di Negima e alla mancanza di dichiarazioni da parte dell'editore in tal senso, ha contribuito ad alimentare in vari forum le voci sulla presunta perdita dei diritti di tali opere detenuti dalla casa editrice.
Flashbook, che ha rilevato dal catalogo Play Press il manga sportivo Katsu!, ha negato, pur manifestandone l'interesse, la possibilità di una sua pubblicazione del manga. Questa impossibilità è dettata dalla mancata preesistenza di rapporti commerciali con Kōdansha, l'editore giapponese di Negima. Star Comics ha manifestato il suo interessamento ai titoli ex Play Press in generale. La casa editrice ha rilevato dal catalogo Play Press l'inedito Sugar Sugar Rune. Panini Comics, che nel 2009 ha iniziato la pubblicazione di altri titoli ex Play Press come Battle Royale, Ayashi no Ceres e Love Hina dello stesso Ken Akamatsu, ha comunicato che non esiste "per adesso, nessun piano per Negima". GP Publishing, nella persona di Andrea Baricordi, si è detta favorevole al recupero di titoli Play Press. Questo editore ha rilevato dal catalogo Play Press gli shōjo Mermaid Melody - Principesse sirene e Hello Spank. J-Pop, che ha rilevato dal catalogo Play Press il manga Shin Angyo Onshi, ha negato la possibilità di acquisire manga editi da Kōdansha, l'editore giapponese di Negima.

#### Edizione Star Comics
Il giorno 30 ottobre 2009, durante il Lucca Comics 2009, Star Comics ha annunciato l'acquisizione dei diritti del manga Negima e ha iniziato la pubblicazione dal primo volume, sia in edicola che in fumetteria, a partire dall'8 aprile 2010 nella collana Zero con periodicità mensile al costo di € 4,20, per poi passare a 3 uscite ogni 4 mesi e solo in fumetteria per almeno i primi 11 volumi.
Le dimensioni sono le stesse dei volumi giapponesi, ma è sprovvisto di sovracoperta. Per il fronte, il retro e la costina vengono utilizzate le stesse illustrazione dell'edizione giapponese. I colori del logo rispettano la versione giapponese per tutti i volumi pubblicati. Sono presenti tutti gli extra così come il contornato della copertina e della pin-up dei volumi giapponesi in bianco e nero, con tanto di note di Ken Akamatsu. Non sono presenti gli extra dei risvolti della sovracoperta dell'edizione giapponese.

## Anime

### OAV introduttivi
Precedentemente alla trasmissione della prima serie dell'anime sono stati pubblicati 3 brevi OAV di introduzione, prodotti dallo studio Xebec. In essi vengono presentati alcuni dei personaggi della serie. Questi episodi hanno la particolarità di mostrare in animazione alcune sequenze del manga che verranno poi censurate o del tutto eliminate nella prima serie televisiva.

### Mahō Sensei Negima!
La prima serie dell'anime, prodotta anch'essa dallo studio Xebec, è denominata Mahō Sensei Negima! ed è andata in onda in Giappone dal 6 gennaio 2005 al 29 giugno 2005. La serie fino al 21º episodio tratta approssimativamente gli eventi descritti nei primi sei volumi attraverso una timeline originale; a partire dall'episodio 22, le differenze rispetto al manga diventano sostanziali ed insanabili. In particolare gli episodi 22 e 23 trattano il progressivo deterioramento delle condizioni di salute di Asuna Kagurazaka fino a tragiche conseguenze.

#### Riscontro di pubblico
Oltre che per via dei controversi cambiamenti nella trama, questa serie televisiva ha avuto un'esistenza travagliata soprattutto a causa della scarsa qualità tecnica: infatti a seguito delle pressioni esercitate dalla Kōdansha l'intero staff di animatori è stato licenziato in tronco dopo la produzione del 12º episodio.
Inoltre le scene più controverse dal punto di vista tecnico sono state successivamente ridisegnate per la pubblicazione in DVD, ma alcuni errori grossolani sono tuttora riscontrabili ad esempio anche nei DVD pubblicati in Italia e negli Stati Uniti.

#### Edizione italiana
Per l'Italia la pubblicazione in DVD della prima serie dell'anime è stata pianificata nel 2007 dalla Play Media Company in un'edizione da 8 DVD, accompagnati da fascicoli che contenevano alcuni stralci del manga, ma la casa editrice ha interrotto la pubblicazione dopo quattro uscite, comprendenti i primi 14 episodi.
L'anime cominciò ad essere trasmesso in TV nell'ottobre 2007 su Canale Italia all'interno del contenitore di prova Italia Junior; ma la messa in onda si interruppe in pochi giorni per la chiusura del contenitore; poi i primi episodi andarono in onda anche nel 2009 sull'emittente locale campana Napoli Tivù. Dal 3 gennaio 2011 la serie viene trasmessa in prima TV ufficiale italiana dall'emittente locale Tele Milano, nel contenitore Contactoons, con il titolo Negi, maestro di magia e la sigla italiana di Santo Verduci. Tuttavia l'emittente non ha trasmesso l'intera serie, fermandosi all'ultima puntata col doppiaggio della Play Media Company, e dopo aver replicato, per un lungo periodo, la prima parte dell'anime, ha eliminato il titolo dal proprio palinsesto.

##### Cast della versione italiana
Il cast impiegato nel doppiaggio italiano non è indicato sui DVD ed è prevalentemente ignoto, con alcune eccezioni:
| Personaggio              | Doppiatore italiano                 |
| ------------------------ | ----------------------------------- |
| Negi Springfield         | Patrizia Salerno                    |
| Asuna Kagurazaka         | Emanuela Damasio                    |
| Fumika Narutaki          | Patrizia Salerno                    |
| Konoka Konoe             | Eleonora Reti (fino all'episodio 6) |
| Evangeline A.K. McDowell | Eleonora Reti (dall'episodio 6)     |
| Kū Fei                   | Eleonora Reti (dall'episodio 12)    |

#### Sigle
Tutte le canzoni della serie sono cantate dalle doppiatrici della serie.
Nei DVD e nelle prime trasmissioni televisive restano le sigle giapponesi; per la trasmissione nel contenitore "Contactoons" si utilizza la sigla italiana Negi, maestro di magia, cantata da Santo Verduci.

#### Sigle di testa
L'opening della serie, nonostante vari con gli episodi, è sempre la stessa canzone riprodotta però da personaggi diversi.
- Happy Material - Versione Originale (episodi 1-4)
  - Cantata da: Yuri Shiratori (Sayo Aisaka), Madoka Kimura (Yūna Akashi), Ayana Sasagawa (Kazumi Asakura), Natsuko Kuwatani (Yue Ayase), Kotomi Yamakawa (Ako Izumi), Azumi Yamamoto (Akira Ōkōchi)
- Happy Material - Versione "More Rock" (episodi 5-8)
  - Cantata da: Shizuka Itō (Misa Kakizaki), Akemi Kanda (Asuna Kagurazaka), Ai Bandou (Misora Kasuga), Akeno Watanabe (Chachamaru Karakuri), Mami Deguchi (Madoka Kugimiya)
- Happy Material - Versione "More Happy" (episodi 9-13)
  - Cantata da: Hazuki Tanaka (Kū Fei), Ai Nonaka (Konoka Konoe), Sawa Ishige (Haruna Saotome), Yū Kobayashi (Setsuna Sakurazaki), Yui Horie (Makie Sasaki)
- Happy Material - Versione "Beloved" (episodi 14-17)
  - Cantata da: Akane Omae (Sakurako Shiina), Miho Sakuma (Mana Tatsumiya), Chiaki Osawa (Chao Lingshen), Ryōko Shiraishi (Kaede Nagase), Misa Kobayashi (Chizuru Naba)
- Happy Material - Versione "Electric" (episodi 18-21)
  - Cantata da: Kimiko Koyama (Fuuka Narutaki), Mari Kanou (Fumika Narutaki), Mai Kadowaki (Satomi Hakase), Yumi Shimura (Chisame Hasegawa), Yuki Matsuoka (Evangeline A.K. McDowell)
- Happy Material - Versione "Early Summer Version" (episodi 22, 23, 25)
  - Cantata in: Episodi 22-23, 25
  - Cantata da: Mamiko Noto (Nodoka Miyazaki), Mai Aizawa (Natsumi Murakami), Junko Minagawa (Ayaka Yukihiro), Naomi Inoue (Satsuki Yotsuba), Yuka Inokuchi (Zazie Rainyday)
- L'episodio 24 non è dotato di sigla iniziale, poiché sostituita dalle tristi esequie di Asuna Kagurazaka accompagnate da un brano al pianoforte
- Happy Material - Versione "31 Girl" (episodi 26)
  - Cantata da: Tutte le 31 ragazze
- Happy Material - Versione "Now and Oldies" (Versione intera, presente nel bonus cd del primo DVD)
  - Cantata da: Rina Satou (Negi Springfield), Masami Suzuki (Nekane Springfield), Ryou Hirohashi (Anya)

#### Sigle di coda
Ci sono due sigle di coda in Magister Negi Magi: la prima è cantata dalle principali 4 ragazze della serie e la seconda dalle altre 5 secondarie
- Kagayaku Kimi e (Allo splendente te) (episodi 1-13)
  - Cantata da: Akemi Kanda (Asuna Kagurazaka), Ai Nonaka (Konoka Konoe), Mamiko Noto (Nodoka Miyazaki), Yū Kobayashi (Setsuna Sakurazaki)
- Oshiete Hoshii zoh, Shishou (Ti prego insegnami, maestro) (episodi 14-22 e 24-25)
  - Cantata da: Ayana Sasagawa (Kazumi Asakura), Natsuko Kuwatani (Yue Ayase), Akeno Watanabe (Chachamaru Karakuri), Hazuki Tanaka (Kū Fei), Yuki Matsuoka (Evangeline A.K. McDowell)
- Happy Material - Versione "Strumentale" (episodio 23)
- Kagayaku Kimi e ~ Peace (Allo splendente te ~ Peace) (episodio 26)
  - Cantata da: Tutte le 31 ragazze

### Negima!? OAV - Haru e Natsu
Nella seconda metà del 2006 vengono pubblicati 2 OAV prodotti dallo studio Shaft.
Haru è una rivisitazione di una storia contenuta nel settimo volume del manga, mentre Natsu ha una trama curata interamente dallo staff.

### Negima!?
Dal 4 ottobre 2006 viene trasmessa la seconda serie televisiva, curata dallo studio Shaft.
Oltre che nel notevole distacco tecnico, questa serie si differenzia dalla prima anche per le scelte relative alla colorazione dei capelli delle studentesse della 3ªA. In comune le due serie hanno invece il fatto di far uso di un character design completamente diverso rispetto a quello tipico del manga.
Questa serie non può essere considerata né un remake e nemmeno un seguito di Mahō Sensei Negima!, bensì uno spin-off: questo perché la storia riparte dall'arrivo di Negi all'Istituto Mahora, per poi svilupparsi in un modo totalmente inedito rispetto alla trama originaria.
Caratteristiche di questa serie sono inoltre la pressoché totale mancanza del fanservice tipico di Negima e la presenza di innumerevoli siparietti demenziali grazie ai quali alcuni dei personaggi talvolta in ombra nel manga raggiungono la massima popolarità: l'esempio più evidente è dato dalla coppia formata da Setsuna Sakurazaki e Konoka Konoe, di cui viene enfatizzata la componente yuri.

#### Riscontro di pubblico
Pur se ritenuta tecnicamente valida per la maggior parte degli episodi, oltre che interessante dal punto di vista della regia (a cura di Akiyuki Shinbō), questa serie ha comunque subìto un considerevole calo degli ascolti con il procedere delle puntate.

### Negima! Shiroki Tsubasa - Ala Alba OAD
Il 29 marzo 2008 Ken Akamatsu annuncia la produzione, da parte dello studio Shaft, di una mini-serie di 3 OAD poi distribuiti assieme alle edizioni limitate dei volumi 23, 24 e 25.
Viene annunciato dunque che questi tre OAD tratteranno, nell'ordine, i seguenti capitoli del manga
1. 176 e 177
2. 178, 179 e 180
3. 182 e 183

Oltre ai capitoli di cui sopra, questi OAD contengono anche stralci dei seguenti
1. 159, 160, 162, 163, 167, 169, 170, 172, 173
2. 171
3. 181 e 175

Inoltre Ken Akamatsu aggiunge nel suo annuncio che qualora le prenotazioni dell'edizione limitata del volume 23 avessero raggiunto quota 50 000 sarebbe stata presa in considerazione la produzione di un film, oppure una terza serie televisiva nel caso che le prenotazioni avessero raggiunto quota 100 000.
Con questa serie per la prima volta vengono adottati lo stesso character design e la stessa colorazione utilizzati nel manga.

#### Riscontro di pubblico
Le prenotazioni del primo episodio della serie hanno raggiunto quota 82'581, e in totale ne sono state prodotte 85 000, mentre del secondo episodio sono state prodotte 79 000 copie.
I tre episodi hanno venduto complessivamente circa 242 000 copie.

### Negima! Mō Hitotsu no Sekai - Another World OAD
L'11 febbraio 2009 viene annunciata, durante la proiezione su maxischermo della serie Negima! Ala Alba, la produzione di un'altra serie di 4 OAD che verranno distribuiti a partire dal volume 27 del manga.
È stato dichiarato inoltre che, se le vendite complessive saranno ritenute soddisfacenti, si opterà per la produzione di un film.
Questa nuova serie tratterà gli eventi successivi a Negima! Ala Alba, quindi conterrà i capitoli a partire dal 184, del volume 20 del manga.
Inoltre, dopo la pubblicazione del primo episodio e la decisione di produrre un movie, si è optato per la pubblicazione di un drama cd allegato al volume 29.
Oltre agli episodi previsti verrà pubblicato, allegato al volume 32, un OAD extra che tratterà la mini-saga denominata "Majokko Ariadne-Hen"(魔女っコ「アリアドネー編」) o più semplicemente "Magical Girls Ariadne Extra".
Attualmente le date di pubblicazione sono le seguenti:
- Volume 27 + OAD1: 17 settembre 2009
- Volume 28 + OAD2: 17 novembre 2009
- Volume 29 + DRAMA CD: 17 febbraio 2010
- Volume 30 + OAD3: 17 maggio 2010
- Volume 31 + OAD4: 20 agosto 2010
- Volume 32 + OAD Extra: 17 novembre 2010

Nell'ordine, gli episodi trattano i seguenti capitoli del manga:
numero 184, 185, 186, 187, 188, prima metà del 189
1. seconda metà del 189, 190, 191, 192
2. parti dei capitoli 197, 198, 199, 200, 201, 202

#### Riscontro di pubblico
Del primo episodio sono state prodotte più di 70 000 copie, risultato che ha indotto Kōdansha ad annunciare, nel numero 41/2009 di Weekly Shōnen Magazine, la produzione di un movie nel 2011

### Negima! Anime Final
Nel volume 41/2009 di Weekly Shōnen Magazine viene annunciata la produzione di un film. Ken Akamatsu conferma che si tratterà dell'ultimo adattamento della serie..

Il film viene proiettato nell'estate del 2011 insieme a quello di Hayate no Gotoku e successivamente venduto come allegato all'edizione limitata del volume 37, ma in una versione rivisitata nonché dalla durata quasi doppia rispetto a quella circolata nelle sale
Il 6 febbraio 2013 viene pubblicato un box contenente i Blu Ray del movie e di tutti i precedenti OAD della serie

#### Riscontro di pubblico
Le ordinazioni dell'edizione limitata del volume 37 del manga, nel quale è compreso il DVD del film, hanno raggiunto quota 57 000 copie..